# 永福一成
永福 一成（えいふく いっせい、1965年1月1日 - ）は、日本の漫画家、僧侶。東京都出身。
代表作に『チャイルド★プラネット』など。

## 略歴
和光大学人文学部芸術学科卒業、東京仏教学院修了。大学時代は漫画研究会に所属しており、卒業後に後輩であった松本大洋の『STRAIGHT』でアシスタントを務める。
1991年、第24回ちばてつや賞優秀新人賞受賞作「カラード･ブルー」でデビュー。実家は浄土真宗本願寺派永福寺。諸星大二郎のファン。『竹光侍』では初の原作を担当している。

## 作品リスト

### 漫画作品
- カラード・ブルー（1991年 - xxxx年、ヤングマガジン海賊版、講談社､全2巻）
- ライトニング・ブリゲイド（1993年 - 1995年、ヤングマガジン海賊版、講談社、全3巻）
- チャイルド★プラネット（原案：竹熊健太郎、1995年 - 1997年、週刊ヤングサンデー、小学館、全7巻）
- OUT-SIDER（1997年 - 1998年、週刊ヤングサンデー、小学館、全4巻）
- 鉄騎馬 メタル・ホース（1999年 - 2000年、週刊ヤングサンデー、小学館、全4巻）

### 漫画原作
- 竹光侍（作画：松本大洋、2006年 - 2010年、ビッグコミックスピリッツ、小学館、全8巻）
- イーヴィル・イーター（作画：KOJINO、2012年 - 2013年、月刊サンデージェネックス、小学館、全3巻）
- 月をさすゆび（作画：能條純一、2014年 - 2016年、ビッグコミックオリジナル、小学館、全4巻）
- 明仁天皇物語（作画：古屋兎丸、監修: 志波秀宇、2019年、描き下ろし、小学館、全1巻）[1]

### 協力
- 昭和天皇物語（作画：能條純一、原作: 半藤一利、監修: 志波秀宇、2017年 - 、ビッグコミックオリジナル、小学館） - 9巻まで脚本を担当。

### 小説
- 竹光侍（装画：松本大洋、2010年 - 2011年、小学館文庫、小学館、全4巻）
- 装甲のジェーンドゥ!（装画：希、2011年、ガガガ文庫、小学館、単巻）[2]